# Комил Яшин
Комил Яшин (на узбекски: Komil Yashin) е узбекски писател, поет, драматург, сценарист и общественик. Автор е на произведения в жанра социална драма, лирика, исторически роман и биография.

## Биография и творчество
Комил Яшин, с рождено име Комил Нугманов, е роден на 12 декември 1909 г. в Андижан, Ферганска област, Туркестански край, Руска империя. В периода 1921 – 1925 г. учи в руска гимназия. След завършване на средното си образование следва в Ленинградския лесотехнически институт, но три години по-късно поради заболяване е принуден да се върне в Андижан. През 1925 г. приема псевдонима Яшин и започва своята литературна дейност.
В продължение на няколко години преподава литература и физика в гимназията. В периода 1930 – 1936 г. Комил Яшин ръководи литературния отдел на Узбекския държавен музикален театър. През този период пише пиесите „Другари“ (1930), „Да горим“ (1931), „Чест и любов“ (1935) и в сътрудничество с М. Мухамедов музикалната драма „Гюлсара“ (1935).
В предвоенните години той пише либретото за първите узбекски национални опери „Буран“ и „Канал Гранде“, пиесата „Хамза“ в сътрудничество с Амин Умари, филмовия сценарий „Асал“ и музикалната драма „Нурхон“ (посветен на актрисата Нурхон Юлдашходжаева). По време на Втората световна война пише пиесите „Смърт на окупаторите“, „Генерал Рахимов“ и музикалната драма „Офтобхон“. Преработва за сцената пиесите на писателя Хамза Хакимзаде Ниази „Тайните на бурката“, „Бай и селският работник“, както и произведението на Алишер Навои „Фархад и Ширин“, които са поставени с голям успех на сцените на театрите в Узбекистан. Автор е на много стихотворения. Освен като драматург, той е и сценарист на игралните филми „Асал“, „Хамза“, „Генерал Рахимов“, „Без страх“, „Салом, Бахор“ и др.
От 1943 г. е член на Комунистическата партия на Съветския съюз. В периода 1958 – 1980 г. е председател на Съюза на писателите на Узбекистан. В периода 1969 – 1980 г. е и главен редактор на списание „Узбек тили ва адабийоти“ („Узбекски език и литература“). От 1969 г. е академик на Академията на науките на Узбекската ССР. В периода 1966 – 1984 г. е член на Върховния съвет на СССР. През 1959 г. е секретар на Управителния съвет на Съюза на писателите на СССР.
За творческата му и обществена дейност е удостоен с множество отличия. През 1951 г. получава Сталинската награда трета степен, през 1958 г. получава държавната награда „Хамза“, през 1969 г. е обявен за Народен писател на Узбекската ССР, през 1974 г. е обявен за Герой на социалистическия труд, отличен е с ордени в чест на Октомврийската революция, ордени на честта, за приятелство между народите, както и други.
Женен е за народната артистка на СССР Халима Носирова.
Комил Яшин умира на 25 септември 1997 г. в Ташкент, Узбекистан.